# Galerie Louise Smit
Galerie Louise Smit is opgericht in 1986 door galeriehouder Louise Smit en was gevestigd aan de Prinsengracht 615 te Amsterdam. 
De galerie was ontworpen en ingericht door de architecten Herman Postma en Menno Dieperink, bood een podium aan sieraadontwerpers en verwante conceptuele kunstenaars en verzorgde publicaties op het vakgebied. In 1997 ging Rob Koudijs werken voor de galerie. Hij trok jonge internationale kunstenaars aan en stopte de samenwerking met kunstenaars van het eerste uur. Koudijs startte een eigen galerie, Galerie Rob Koudijs, in 2007. De samenwerking met Louise Smit was beëindigd.
In 2011 werd de Galerie Louise Smit overgenomen door Monika Zampa, die de galerie sloot op 1 november 2012.
In Galerie Louise Smit werd aanvankelijk vooral werk getoond van buitenlandse sieraadontwerpers, edelsmeden en sieraadontwerpers, waaronder Peter Skubic. Later kwam er meer aandacht voor Nederlandse kunstenaars. Onder anderen Dinie Besems, David Bielander, Helen Britton, Jacomijn van der Donk, Iris Eichenberg, Marijke de Goey, Beppe Kessler, Felieke van der Leest, Ted Noten, Francesco Pavan, Nora Rochel, Philip Sajet, Robert Smit, Terhi Tolvanen, Truike Verdegaal en Pauline Wiertz hebben in de galerie geëxposeerd. De galerie nam deel aan beurzen als de KunstRAI en de Sieraad Art Fair te Amsterdam, Collect in Londen en Object Rotterdam. De galerie heeft bijgedragen aan de ontwikkeling en emancipatie van het hedendaagse sieraad wereldwijd.

## Tentoonstellingen (selectie)
- 1989 - Manfred Nisslmüller[1]
- 1997 - For Sale: Galerie Louise Smit, Dinie Besems[7]
- 1998 - Kortsluiting, Robert Smit[8]
- 2002 - Pink World
- 2005 - Second Nature
- 2006 - Venezia
- 2008 - Tête à Tête à Tête
- 2012 - Excessories